# Husův dub (Krakovec)
Husův dub u hradu Krakovec je památný strom, pod kterým údajně za svého pobytu na hradě kázal mistr Jan Hus.
Poté, co byl Hus roku 1412 do klatby, musel odejít z Prahy a uchýlil se dočasně v Sezimově Ústí. Po smrti svého příznivce Jana z Ústí přijal od Jindřicha Lefla z Lažan pozvání a roku 1414 se přesunul na Krakovec. Kázal v zámecké kapli, později i po okolí – na různých lidových shromážděních, o poutích, svatbách, posvíceních, na návsích, pod lipami a také pod dubem u Krakovce. Spor s církví touto dobou vrcholil, netrvalo dlouho a král Zikmund mistra Jana vyzval, aby se dostavil hájit do Kostnice. 11. října 1414 opustil s doprovodem Krakovec, o necelý rok později, 6. července 1415, skončil na hranici.
Dub ale nedopadl o mnoho lépe. V 50. letech 20. století se v jeho dutině uhnízdily včely, nebo snad kuny – každopádně to nedalo spát místnímu hajnému, který se rozhodl, že je za každou cenu vypudí. Bohužel k tomu použil ohně, trouch v dutině chytil a celý strom vyhořel. V 70.–80. letech v místě ještě stálo torzo původního stromu, ze kterého dnes zbylo minimum. Původní kmen zahynul, ale kořeny přežily a vyrazil z nich výhonek, ze kterého je dnes zhruba šedesátiletý strom.